# Adolfo Usero Abellán
Adolfo Usero Abellán   (Madrid, 3 d'abril de 1941 - 1 de juliol de 2025) fou un autor de còmic espanyol, adscrit habitualment al Grup de La Floresta. Pertanyent a la mateixa generació que autors com Pepe González (1939-2009), Fernando Fernández (1940-2010), Carlos Giménez (1941), Josep Maria Beà (1942), Esteban Maroto (1942), Enric Sió (1942-1998), Jordi Bernet (1944), Luis García (1946), Enrique Ventura (1946) o Alfonso Font (1946), no va cultivar en excés el còmic d'autor, encara que en el seu haver hi comptin sèries com Maese Espada.

## Biografia

### Inicis
Va néixer a Madrid durant la postguerra espanyola. La seva vida ha estat estretament lligada a la del seu amic Carlos Giménez, al qual va conèixer en una llar de l'Auxili Social. És gràcies a aquesta amistat que va decidir canviar la seva professió d'aparadorista pel món del còmic. Amb Giménez i Esteban Maroto va començar a treballar en un estudi del Manzanares a Madrid. Aleshores, Usero era un «bohemi i jove que havien retrobat deambulant per Madrid amb la fam per aliment i el Metro per dormitori.»
El seu primer treball el va realitzar per a la revista Triunfo i posteriorment va treballar en publicitat, creant per exemple diapositives divulgatives de la història d'Espanya en col·laboració amb Celedonio Perellón pel Ministeri de Cultura. El 1964 publica el seu primer treball a El arte de la Historieta de Juan Antonio de Laiglesia, on va dibuixar sense signar al voltant d'un terç de les vinyetes.

### Selecciones Ilustradasi la Floresta
Des de 1963 va treballar per a Selecciones Ilustradas, l'agència artística catalana de l'editor Josep Toutain, la qual cosa li permet, igual que a molts altres dibuixants de l'època, treballar pel mercat estranger. En aquesta època va compartir estudi amb Carlos Giménez i Esteban Maroto, fins que el 1967 es trasllada a Barcelona, on hi ha la seu de l'agència. En aquesta època realitza principalment historietes bèl·liques i de l'oest, i col·labora amb els episodis 5, 8, 9 i 10 de Delta 99, sent tots aquests còmics publicats en revistes estrangeres. També va treballar per a l'agència Bardon Art, enfocada al mercat britànic.
Estant a Barcelona es va reunir amb un grup de companys que també treballaven per a Selecciones i per tal d'estalviar en despeses d'allotjament s'instal·len en un xalet de La Floresta, on munten un estudi. Aquest equip es coneixeria més endavant com el grup de la Floresta, format per Usero, el seu amic Carlos Giménez, Ramón Torrents, Esteban Maroto, Luis García i Suso Peña. En aquesta època va col·laborar en els quatre primers episodis de 5 x Infinito de Maroto i posteriorment en Delta 99 de Giménez. També en aquesta època va realitzar amb guió de Manuel Yáñez diversos episodis d'Alex, Khan y Khamar per a l'agència de José Ortega i amb destinació al mercat alemany. Part d'aquestes obres van ser publicades a Espanya per Euredit.
Posteriorment, el 1972 publica per a Bruguera els seus primers treballs personals: Roldán sin Miedo, en col·laboració amb el guionista Víctor Mora, així com alguns episodis de Félix, el Amigo de los Animales. Per a la revista francesa Pif crea el 1974 Les Compagnons d'Univerzoo, també amb Mora. En aquesta dècada publica als Estats Units a través de Selecciones Ilustradas, en les revistes de l'editorial Warren Vampirella i Creepy. En aquests còmics signa com Adolfo Abellán.

### El boom del còmic adult a Espanya
De 1976 a 1979 publica en la revista El Papus, vinyetes d'humor com la sèrie Dossiers, escrita per Francisco M. Arroyo. Precisament es trobava treballant a la redacció quan el 20 de setembre de 1977 un grup d'ultradreta va atemptar contra la revista fent esclatar una bomba que va matar a una persona. Quan es va restablir l'edició, Usero va publicar en vinyetes la seva experiència d'aquell dia. El 1977 publica a la revista Trocha, que a partir del número 3 passa a anomenar-se Troia, de caràcter divulgatiu cultural i amb marcat to satíric contra el franquisme encara vigent.
El 1981 crea amb guions de Felipe Hernández Cava el còmic històric Domingo Rojo i publica diverses historietes a la revista Cimoc, com ara La loba (Cimoc n.º9 al 10). El 1982 publica en els números 1 al 6 de la revista Rambla, de la qual fou copropietari, la seva obra més personal: Maese Espada. Després continua amb Las raíces de la Guerra de Argelia (Rambla núm. 7 al 10), juntament amb el dibuixant Luis García, obra publicada prèviament en format àlbum per Ikusager. El 1985 conclou per a Ikusager La Batalla de Vitoria, que havia quedat inacabada a causa de la defunció del seu dibuixant original, José Luis Salinas. També il·lustra biografies per a Bruguera i col·labora amb la nova versió de la revista TBO.

### Treball posterior
En 1990 publica Salvage a Cimoc, amb guió d'Antoni Guiral. Posteriorment va col·laborar en pel·lícules d'animació i en treballs per a publicitat.

## Valoració crítica
En paraules de la historiadora F. Lladó, Usero perfeccionà el seu estil a cada obra, i es caracteritzà per:

Una composició de pàgina summament equilibrada, a partir de quadres equivalents, amb un nombre excessiu de vinyetes que solen superar les deu per pàgina. No obstant, i malgrat les seves dimensions reduïdes, són vinyetes summament detallistes, especialment en aspectes urbanístics i de vestuaris perfectament adequats al moment històric en el qual transcorre la història. El resultat és la prioritat dels plans generals alternats amb plans mitjans que coincideixen amb la visió del lector-espectador.

## Llistat d'obres[9]
- 5 x Infinito (publicat a Delta 99, IMDE, 1968)
- Delta 99 (a Delta 99, n.ºs 9 al 17, IMDE, 1968 - 1969)
- Aventuras en la Selva (guió d'Enrique Martínez Fariñas, publicat primer a Alemania com Roy Tiger, Euredit, 1969)
- Safari (a Félix el Amigo de los Animales nom que va tenir l'edició de Gran Pulgarcito a partir del n.º 70, Bruguera, 1970 - 1971)
- Draco el Pastor (guió de E. L. Retamosa, publicat a Trinca, Doncel, 1971)
- La Cobra del Rajasthán (episodi de Roy Tiger serialitzat a Espanya a la revista Trinca, n.º 15 en endavant, 1971)
- Roldán sin Miedo (guió de Víctor Mora amb el pseudònim Víctor Alcázar, publicat a DDT i a Grandes Aventuras Juveniles n.ºs 52, 58 i 53, Bruguera, 1973, ISBN 84-02-03154-4, 84-02-03215-X, 84-02-04070-5)
- Spirit (n.º 1, Garbo, 1975)
- Macabro (n.º 25, Ursus, 1976, ISBN 84-7323-026-4)
- Trocha (A. Martín Editor, 2 números, 1977)
- Troya (continuació de Trocha, 5 n.ºs, un d'ells doble, Colectivo de la Historieta, 1977)
- Tequila Bang Contra el Club Tenax (publicat a Papel Vivo n.ºs 11 i 15, a l'estudi Premià 3 (Usero, Giménez i Luis García), Ed. de la Torre, 1979, ISBN 84-85277-72-4)
- Dossiers (El Papus, 1978)
- 4 Amigos (a Papel Vivo n.º 13, Ed. de la Torre, 1979)
- Dossiers Misterio (amb Alfonso Font i Carlos Giménez a Vilan, 1981)
- Argelia (Imágenes de la Historia n.º 5, amb Luis García i Felipe Hernández Cava a Ikusager, 1981, ISBN 84-85631-10-2)
- Los Compañeros de Univerzoo (Club de Aventureros n.º 2, Amaika, 1982)
- La Isla del Tesoro (Club de Aventureros n.º 3, amb Luis García i Carlos Giménez, Amaika, 1982)
- Maese Espada (publicat a Rambla n.ºs 1 al 6, Distrinovel/García i Beá Editores/Luis García Editor, 1982 - 1983)
- Kirk (n.º 14, Norma, 1983, ISBN 84-85475-06-2)
- Giuseppe Verdi (Comic Biografías, Bruguera, 1983)
- La Batalla de Vitoria (amb José Luis Salinas, 1985)
- Tele TBO (TBO, 1988)

### Publicacions estrangeres
- Roy Tiger (Alemanya, 1968 - 1970)
- Creepy (Estats Units, n.ºs 50, 51, 52, 53, 56, 58, 59, 60, 61, 63, 67, 68, 70, 117, Warren Publishing, 1973 - 1980)
- Vampirella (Estats Units, n.º 33, Warren Publishing, 1974)
- Romeo (Gran Bretanya)
- Vaillant (França, Éditions Vaillant)
- Les Compagnons d'Univerzoo (França, publicat a Pif Gadget, Éditions Vaillant, set episodis des d'octubre de 1974 fins a setembre de 1975)
- Delta 99 (França, publicat aVick n.ºs 26, 28, 29, 30, 32, 35, 36, 37, 38, 39, 40, 41, 42, Aventures et Voyages, 1976 - 1977)